# 上班狂人
《初入職場》（英語：Workaholics）是一部美國的電視情景喜劇，自2011年4月6日開始在喜劇中心頻道播出。主演包括了布萊克·安德森、亞當·迪凡和安德斯·霍爾姆。2013年1月6日，喜劇中心宣佈將續訂這部電視劇的第四季和第五季。電視劇在美國以外的喜劇中心各頻道也有播映。

## 外部連結
- 官方网站
- 互联网电影数据库（IMDb）上《上班狂人》的资料（英文）